# Papieren zakdoek

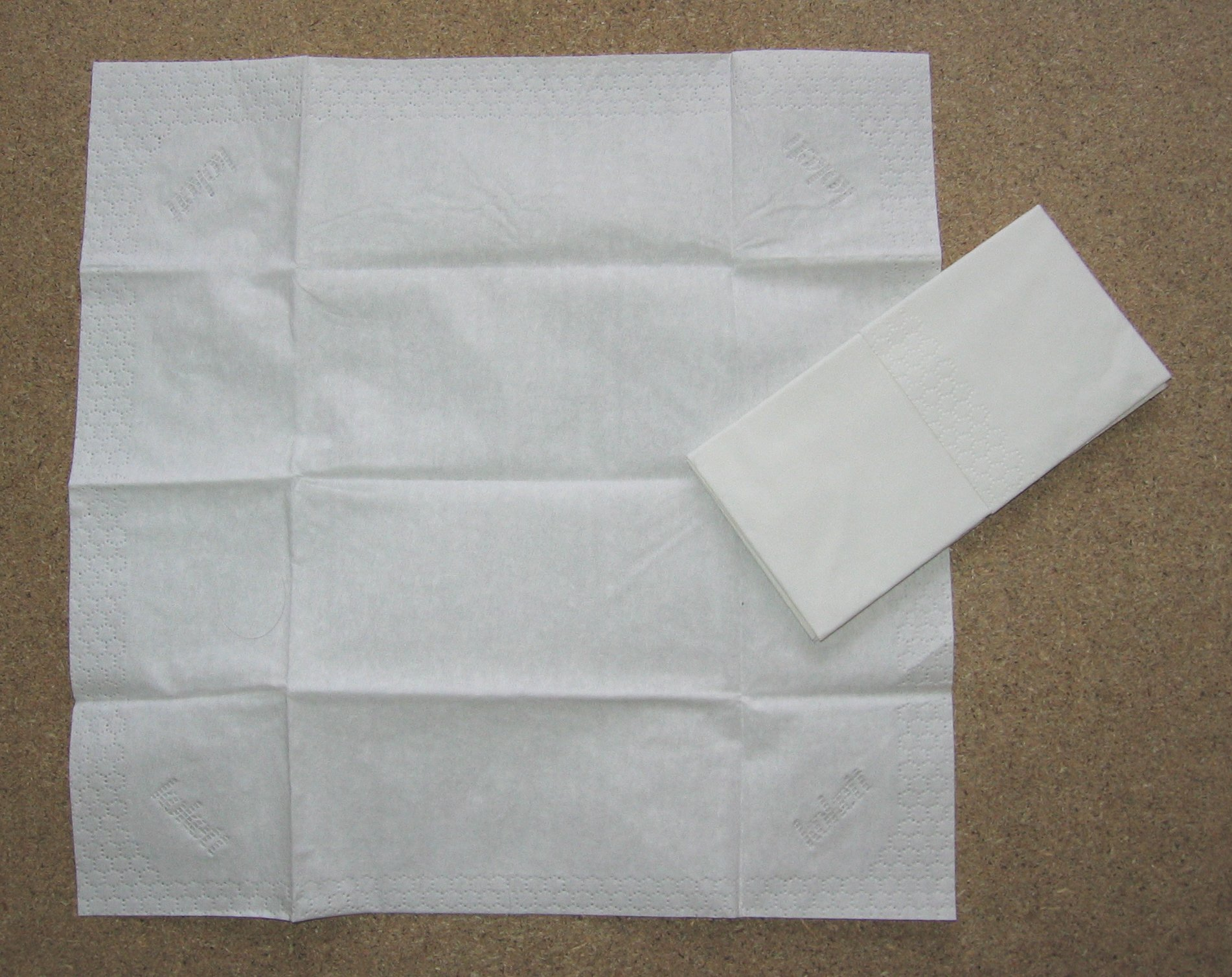
Een papieren zakdoek

Een papieren zakdoek(je), ook tissue genoemd, is een zakdoek gemaakt van nieuwe of gerecycleerde papierpulp.
Het gebruik van een tissue is hygiënischer dan dat van een stoffen zakdoek, omdat een tissue na gebruik meestal weggegooid wordt zodat er met de bacteriën uit de neus minder kans is op verdere besmetting. Snot speelt ten slotte een belangrijke rol bij de overdracht van virussen tussen mensen. Een tissue is milieuvriendelijker dan een katoenen zakdoek, tenzij de katoenen zakdoek langer dan 9,5 jaar gebruikt wordt.